# Воинское кладбище № 91 (Горлице)
 Памятник культуры Малопольского воеводства: регистрационный номер 636 от 4 ноября 1991 года.

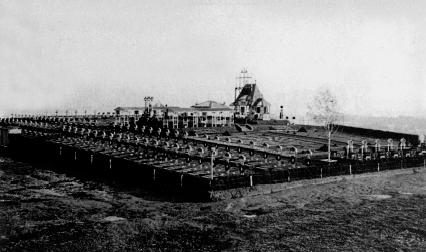
Первоначальный вид некрополя

Воинское кладбище № 91 (пол. Cmentarz wojenny nr 91) — воинское кладбище, расположенное в городе Горлице, Малопольское воеводство, Польша. Кладбище входит в группу Западногалицийских воинских захоронений времён Первой мировой войны. На кладбище похоронены военнослужащие Австро-Венгерской, Германской и Российской армий, погибшие в мае 1915 года во время Первой мировой войны. Памятник культуры Малопольского воеводства.

## История
Кладбище было основано Департаментом воинских захоронений К. и К. военной комендатуры в Кракове в 1915 году. На кладбище площадью 9.126 квадратных метра находится 161 братских и 140 могил, в которых похоронены 452 австрийских, 140 германских и 287 русских солдат. Авторами некрополя были австрийские архитекторы Густав Людвиг и Эмиль Ладевид, которые построили его как мемориальный комплекс в память о битве за город Горлице. Некрополь был построен на месте воинского кладбища, на котором хоронились солдаты, погибшие в сражениях на северной и западной частях города.
На кладбище также хоронились военнослужащие, погибшие во время Второй мировой войны.
В 60-е годы XX столетия на территории некрополя были перезахоронены останки военнослужащих воинского кладбища № 89, которое было ликвидировано при строительстве жилых многоэтажных домов на улице Коперника.
4 ноября 1991 года некрополь был внесён в реестр памятников культуры Малопольского воеводства.

## Описание
Некрополь находится на холме Гура-Цментарна выше жилого комплекса «Корчак». Кладбище заметно практически с любой точки Горлице и с него открывается панорама на город, долину реки Сенковки и окрестных холмов на юг от реки Ропа.
Главным памятником некрополя является крест, установленный в центре кладбища. В подножие креста в 1928 и 1946 годах установлены мемориальные таблички. Новым элементом некрополя являются чугунные таблички, которые были установлены на восточной внутренней стороне ограды в 80-летнюю годовщину битвы за город Горлице. На этих размещены имена российских солдат, которые были установлены после совместной работы с российскими архивами.

## Галерея

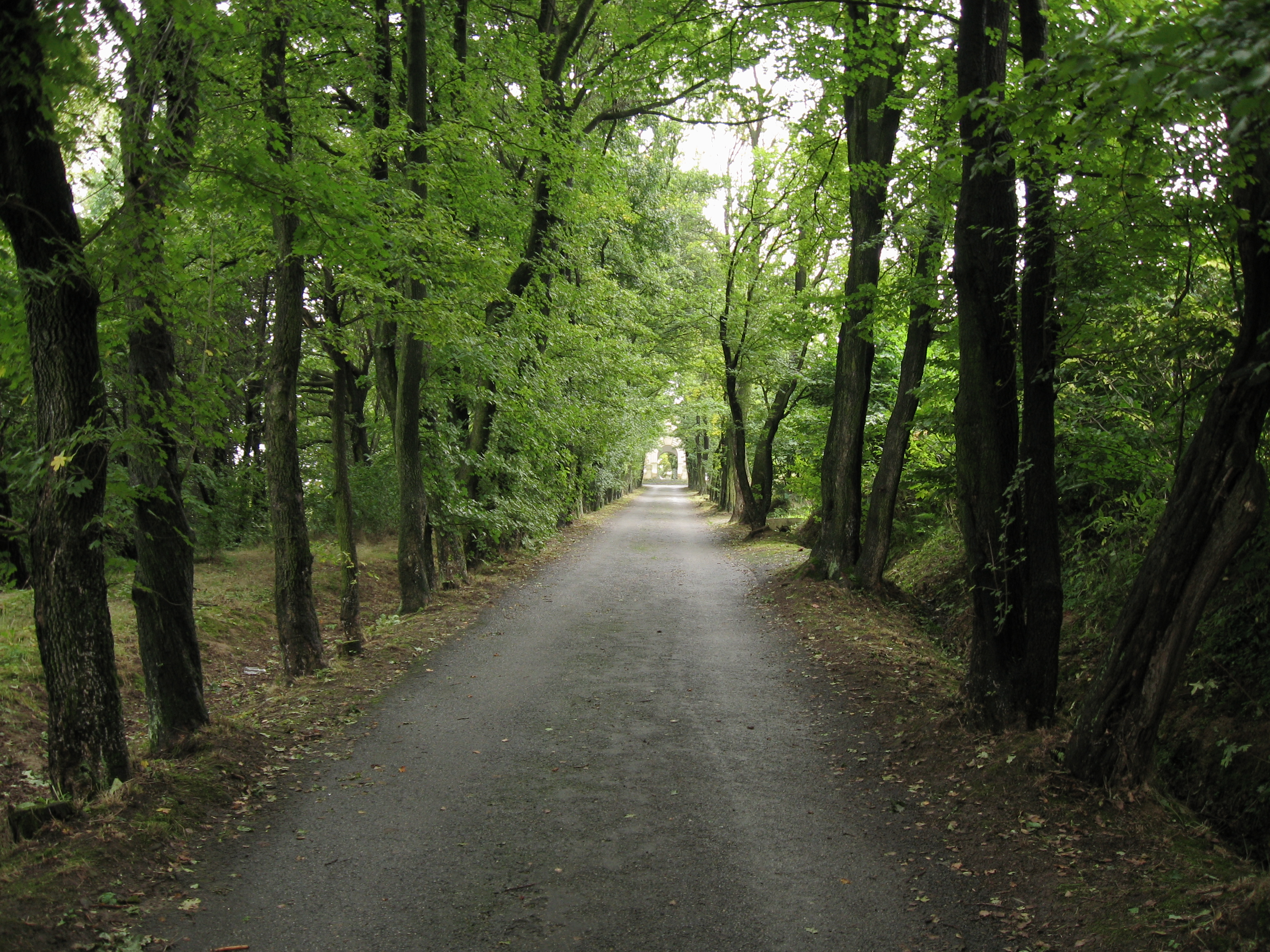
Аллея, ведущая к некрополю
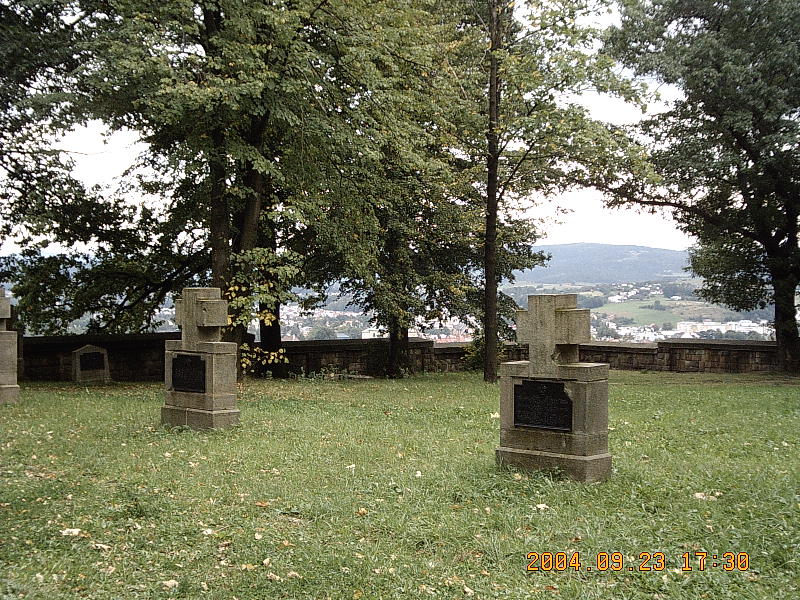
Некрополь с видом на Горлице
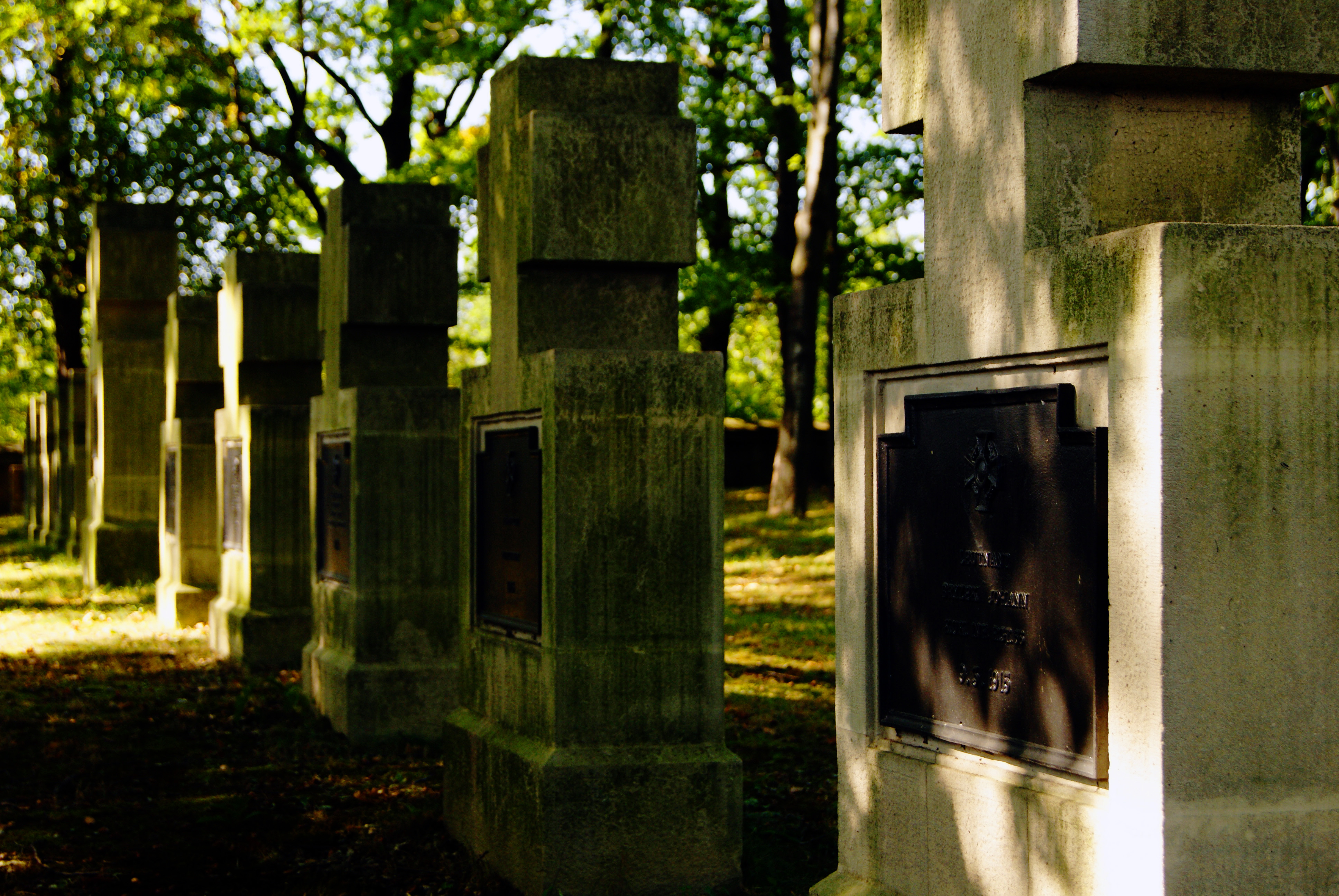
Надгробия
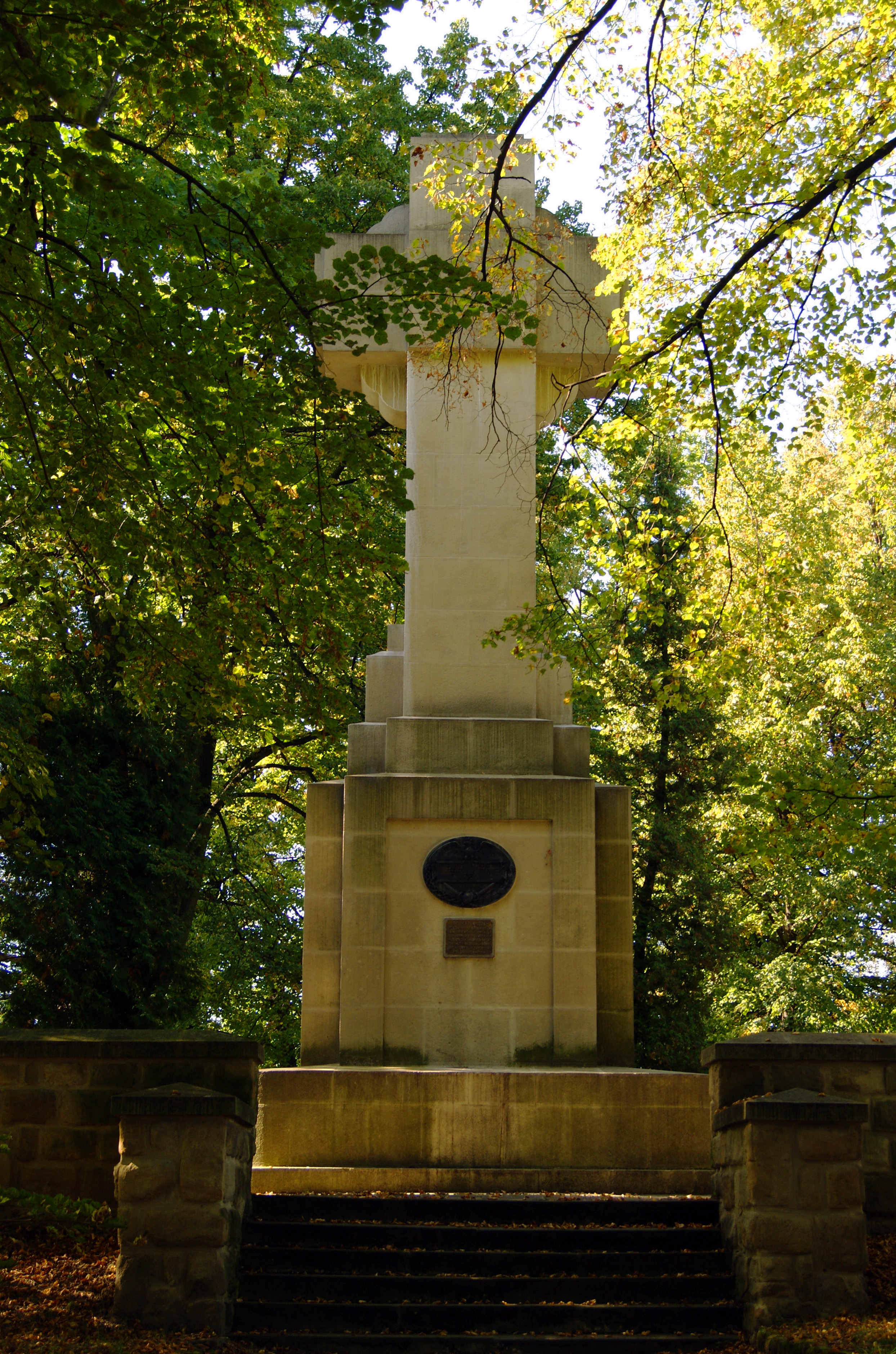
Крест

## Источник
- Oktawian Duda: Cmentarze I wojny światowej w Galicji Zachodniej. Warszawa: Ośrodek Ochrony Zabytkowego Krajobrazu, 1995. ISBN 83-85548-33-5.
- Roman Frodyma Galicyjskie Cmentarze wojenne t. II Okolice Tarnowa (Okręgi V—VII), Oficyna Wydawnicza «Rewasz», Pruszków 1998, ISBN 83-85557-38-5